# Дорнган
Дорнган (нім. Dornhan) — місто в Німеччині, знаходиться в землі Баден-Вюртемберг. Підпорядковується адміністративному округу Фрайбург. Входить до складу району Ротвайль.
Площа — 44,93 км2. Населення становить 6105 ос. (станом на 31 грудня 2020).